# Anseropoda diaphana
Anseropoda diaphana är en sjöstjärneart som först beskrevs av Percy Sladen 1889.  Anseropoda diaphana ingår i släktet Anseropoda och familjen Asterinidae. Inga underarter finns listade i Catalogue of Life.